# Loch Carron

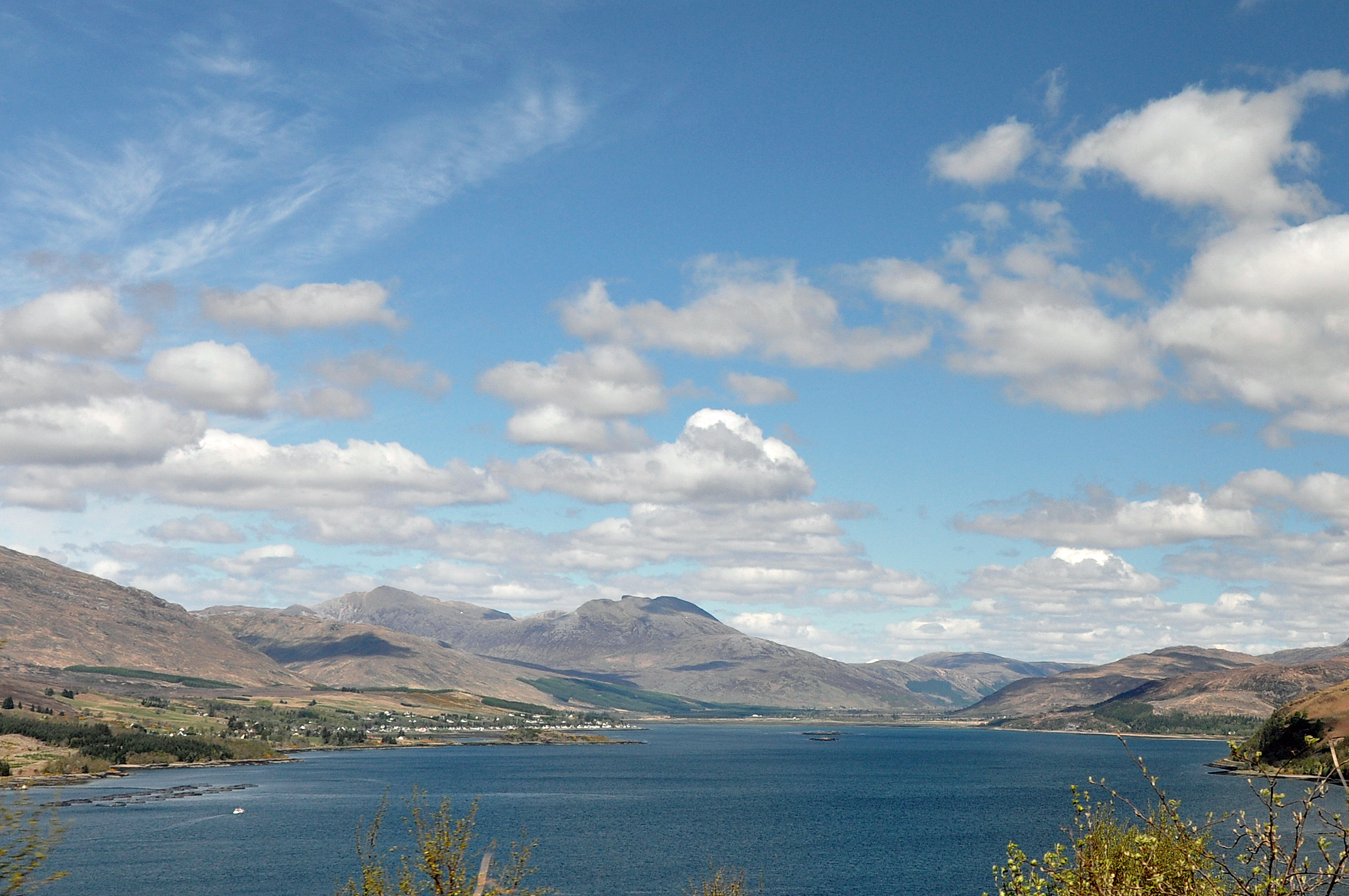
Loch Carron met aan de oever Lochcarron

Loch Carron (Schots-Gaelisch: Loch Carrann) is een inham aan de westkust van Ross and Cromarty, Schotland. Loch Carron heeft een maximale diepte van meer dan 100 meter. Op de zuidelijke oever bevinden zich de dorpen Plockton en Stromeferry en op de noordelijke oever het gelijknamige dorp Lochcarron.